# Lend Me Your Comb
"Lend Me Your Comb" är en singel av den amerikanska rockabilly- och rock & rollsångaren Carl Perkins, utgiven den 31 december 1957 på Sun Records. Sången släpptes som B-sida till sången "Glad All Over".
Sången finns med i filmen Outsiders från 1983.

## Coverversioner

### The Beatles
The Beatles spelade "Lend Me Your Comb" två gånger för BBC:s radioprogram Pop Go The Beatles. Gruppens första version spelades in den 2 juni 1963 vid Maida Vale Studios i London (som återfinns på samlingsalbumet Anthology 1 från 1995) medan gruppens andra version spelades in den 16 juli 1963 (som återfinns på live- och samlingsalbumet On Air – Live at the BBC Volume 2 från 2013).